# Логан Кошта
Ло́ган Е́ванс Ко́шта (порт. Logan Evans Costa, нар. 1 квітня 2001, Сен-Дені, Франція) — кабовердійський футболіст, центральний захисник іспанського «Вільярреала» та національної збірної Кабо-Верде.

## Ігрова кар'єра

### Клубна
Логан Кошта є вихованцем футбольної академії клубу «Реймс». З 2018 року футболіст виступав за другу команду у четвертому дивізіоні чемпіонату Франції, де був капітаном команди. Сезон 2020/21 Коста провів в оренді у клубі «Ле Ман».
Влітку 2021 року захисник повернувся з оренди але вже через місяць перейшов до складу «Тулузи», що грали у Лізі 2. І з першого ж сезону разом з командою Кошта виграв турнірі Ліги 2 і підвищився до Ліги 1. Першу гру на вищому рівні футболіст провів 31 серпня 2022 року проти «Парі Сен-Жермен», коли вийшов на заміну у другому таймі.
29 квітня 2023 року Кошта взяв участь у фінальному матчі Кубка Франції проти «Нанта» і відзначився двома забитими голами.
22 серпня 2024 року перейшов в іспанський клуб «Вільярреал», підписавши угоду на шість років.

### Збірна
На міжнародному рівні Логан Кошта починав виступати за юнацькі збірні Франції.
У березні 2022 року футболіст дебютував у складі національної збірної Кабо-Верде.

## Статистика виступів

### Статистика виступів за збірну
Станом на 3 лютого 2024 року
| Дата       | Місто                  | Господарі  | Результат               | Гості      | Турнір                                        | Голи | Примітки |
| ---------- | ---------------------- | ---------- | ----------------------- | ---------- | --------------------------------------------- | ---- | -------- |
| 23-3-2022  | Орлеан                 | Гваделупа  | 0 – 2                   | Кабо-Верде | товариський матч                              | -    |          |
| 28-3-2022  | Сан-Педро-дель-Пінатар | Сан-Марино | 0 – 2                   | Кабо-Верде | товариський матч                              | -    | 62'      |
| 11-6-2022  | Форт-Лодердейл         | Еквадор    | 1 – 0                   | Кабо-Верде | товариський матч                              | -    | 64'      |
| 23-9-2022  | Ріффа                  | Бахрейн    | 1 – 2                   | Кабо-Верде | товариський матч                              | -    | 80'      |
| 12-6-2023  | Рабат                  | Марокко    | 0 – 0                   | Кабо-Верде | товариський матч                              | -    | 79'      |
| 10-9-2023  | Ломе                   | Того       | 3 – 2                   | Кабо-Верде | Відбір до Кубка африканських націй 2023       | -    |          |
| 12-10-2023 | Константіна            | Алжир      | 5 – 1                   | Кабо-Верде | товариський матч                              | -    | 75'      |
| 16-11-2023 | Прая                   | Кабо-Верде | 0 – 0                   | Ангола     | Відбір до ЧС 2026                             | -    |          |
| 21-11-2023 | Мбомбела               | Есватіні   | 0 – 2                   | Кабо-Верде | Відбір до ЧС 2026                             | -    | 65'      |
| 10-1-2024  | Радес                  | Туніс      | 2 – 0                   | Кабо-Верде | товариський матч                              | -    |          |
| 14-1-2024  | Абіджан                | Гана       | 1 – 2                   | Кабо-Верде | Кубок африканських націй 2023 - груповий етап | -    |          |
| 19-1-2024  | Абіджан                | Кабо-Верде | 3 – 0                   | Мозамбік   | Кубок африканських націй 2023 - груповий етап | -    |          |
| 22-1-2024  | Абіджан                | Кабо-Верде | 2 – 2                   | Єгипет     | Кубок африканських націй 2023 - груповий етап | -    |          |
| 29-1-2024  | Абіджан                | Кабо-Верде | 1 – 0                   | Мавританія | Кубок африканських націй 2023 - 1/8 фіналу    | -    |          |
| 3-2-2024   | Ямусукро               | Кабо-Верде | 0 – 0 д.ч. (1 - 2 п.п.) | ПАР        | Кубок африканських націй 2023 - чвертьфінал   | -    |          |
| Усього     |                        | Матчів     | 15                      |            | Голів                                         | 0    |          |

## Титули
Тулуза
 Переможець Кубка Франції: 2022/23
- Переможець Ліги 2: 2021/22